# 科什雷勒戰役

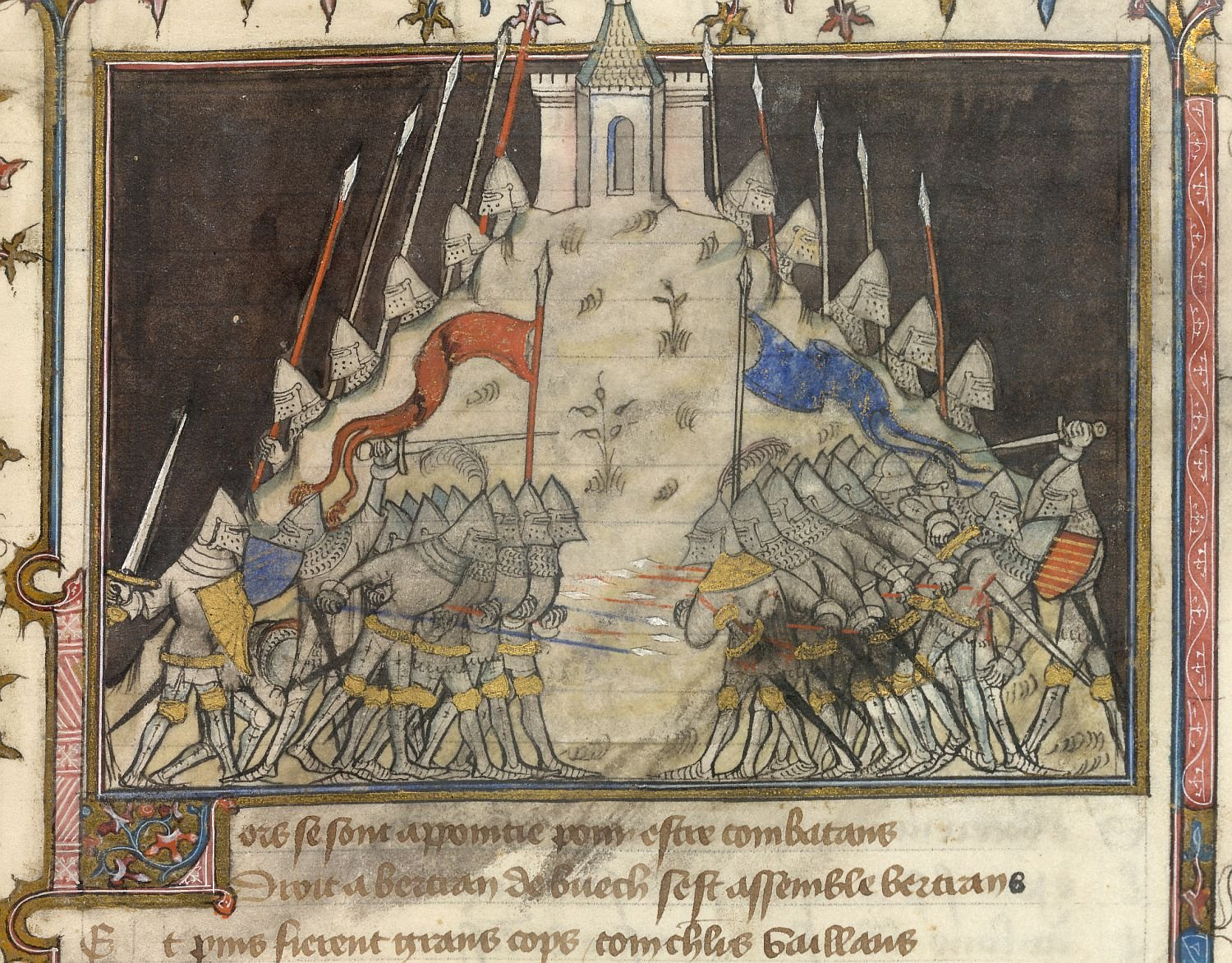
科什雷勒戰役(約在1382到1390年間繪製。)

科什雷勒戰役（英語：Battle of Cocherel）發生於1364年5月16日，是英法百年戰爭期間，勃艮第公國繼承戰爭中的一場戰役。由法王查理五世對上納瓦拉國王查理二世（又名惡人查理），結果由法軍取得勝利。

## 背景
1356年，法王約翰二世在普瓦捷戰役被黑太子愛德華俘虜，王太子查理成為攝政，被迫支付鉅額贖金並簽署屈辱性的布勒丁尼條約。1364年4月8日，約翰二世在倫敦去世，王太子在舉國混亂中正式繼承王位成為查理五世。
由於戰爭一時休止，失業的雇傭兵（主要是英格蘭人和加斯科涅人）聚集起來成為「自由傭兵團」，在塞納河與羅亞爾河之間燒殺擄掠。
另一方面，由於卡佩王朝的勃艮第公爵菲利普一世在1361年驟逝而沒留下繼承人，勃艮第公國被收回法王治下，在1363年封給約翰二世之子勇敢的菲利普。同為卡佩王朝出身，且一向親英反法的納瓦拉國王惡人查理決定出兵奪下公國繼承權。他從自由傭兵團中募集軍隊來到諾曼第，切斷通往蘭斯的道路來阻止查理五世前往加冕儀式。

## 戰役前夕
惡人查理從諾曼第率兵出發，一步步封鎖巴黎。對此，查理五世命令名將貝特朗·杜·蓋克蘭解放塞納河地區。
1364年5月11日，蓋克蘭帶領布列塔尼軍隊離開盧昂。另一方面，在5月14日，英軍在加斯科涅的領導布赫領主讓·德·格拉伊在埃夫勒集結駐軍，出動攔截蓋克蘭。格拉伊並沒有阻斷蓋克蘭的道路，而是在15日來到科什雷勒，按照英軍傳統在有利位置建立防禦營地。當英軍正在加固防禦時，蓋克蘭也抵達科什雷勒，並也建立起營地，他知道英格蘭─納瓦拉聯軍偏向防守而不會出動攻擊。

## 軍力
法軍由貝特朗·杜·蓋克蘭領導，不過在歐瑟爾伯爵才是軍中位階最高的貴族。軍隊中還有來自勃艮第、布列塔尼、皮卡第、巴黎、還有加斯科涅的騎士，如讓·德·維埃納。
英格蘭─納瓦拉聯軍由讓·德·格拉伊統領，主要由諾曼第、加斯科涅與英格蘭的800到900名騎士和4000到5000名士兵組成，另外還有300名英格蘭長弓手。軍中最資深，親自率領大量戰士與弓箭手的英格蘭騎士是約翰·朱爾爵士，他負責指揮聯軍第一營。第二營由讓·德·格拉伊指揮，和第三營各別有400名戰士。軍中的英格蘭人與加斯科涅人主要是曾在布列塔尼和法蘭西西部作戰過的自由傭兵組成。

## 戰鬥
聯軍分為三個營採防禦姿態列陣。長弓手依照當時英軍標準戰術在前方組成楔型陣。以往敵軍想衝鋒都會遭到箭雨壓制，但這次蓋克蘭成功突破了防線。蓋克蘭先發動了一波攻擊，接著假裝撤退，引誘約翰·朱爾爵士領兵追擊，格拉伊和他的軍隊也隨後跟上。結果聯軍被蓋克蘭事先安排好的伏兵從側翼突襲，聯軍遭到擊潰，而法軍取得勝利。

## 影響
法軍的勝利使查理五世於1364年5月19日在蘭斯大教堂加冕為法蘭西國王。
對聯軍而言，失去讓·德·格拉伊和約翰·朱爾是慘重的打擊。
在1365年3月6日，惡人查理與查理五世簽訂潘普洛納條約，惡人查理放棄宣稱法蘭西王位繼承權。在同一日簽訂的阿维尼翁停战协定中，兩位國王同意交換領土，納瓦拉國王放棄塞納河下游的諾曼第領地，包含芒特、默朗、以及隆格維爾伯国。作為交換，法王放棄表親在蒙彼利埃城市的主權。